# Wiegelied (3JS)
Wiegelied is een single van de Nederlandse band 3JS uit 2008. Het stond in 2007 als veertiende track op het album Watermensen, waar het de vijfde single van was, na Kom, Net alsof, Eén met de bomen en Watermensen. 

## Achtergrond
Wiegelied is geschreven door Jaap Schilder, Jaap Kwakman en Jan Dulles. Het nummer is een lied dat oorspronkelijk is gemaakt als slaapliedje, maar is uitgegroeid tot een lied dat veel op feesten wordt gedraaid. De band sluit de meeste van zijn shows af met het nummer. Het lied werd op een single uitgebracht samen met een liveversie van het lied en liveversies van de nummers Het goede leven en Jij lacht (en de schaduw verdwijnt), welke ook beide op het album te vinden zijn.

## Hitnoteringen
Het lied had enkel noteringen in Nederland. In de Single Top 100 werd de hoogste positie gehaald; de achtste plaats. Het stond in totaal vier weken in die lijst. De Top 40 werd niet gehaald, maar het reikte wel tot de zesde plek van de Tipparade. Ondanks dat het niet de grootste hit van de band is, is het anno 2022 wel het meest beluisterde nummer van de band op Spotify.